# Sh2-102
Sh2-102 est une nébuleuse en émission visible dans la constellation du Cygne,.
Elle est située dans la partie sud de la constellation, à une courte distance de la frontière avec la constellation du Petit Renard et près de l'étoile 41 Cygni. Sa faiblesse en fait un objet particulièrement difficile à localiser et à capturer. Le meilleur moment pour son observation dans le ciel du soir se situe entre les mois de juin et novembre et est facilité par les régions situées dans l'hémisphère nord de la Terre.
C'est une nébuleuse à filament très faible d'hydrogène ionisé s'étendant à environ 40 minutes d'arc au nord-est de 41 Cygni. Sa distance n'est pas connue et la nébuleuse est en fait très peu étudiée.